# Pascal Greggory

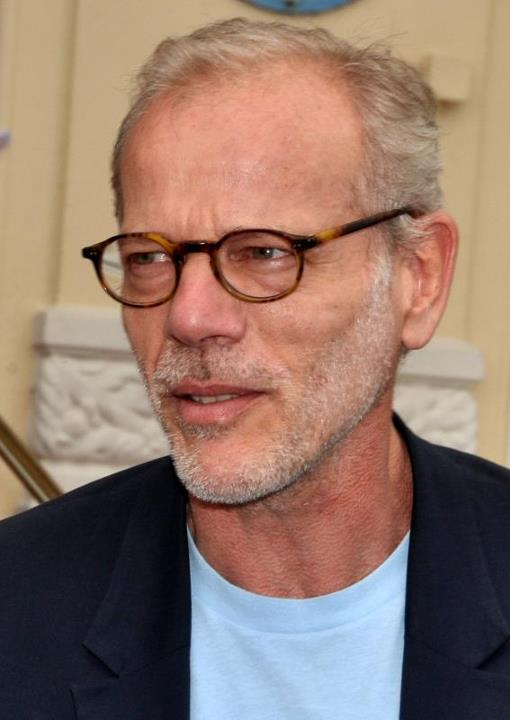
Pascal Greggory (2012)

Pascal Greggory (* 8. September 1953 in Paris) ist ein französischer Schauspieler.

## Leben
Pascal Charles Greggory stammt aus einer bürgerlichen, protestantischen französischen Familie. Sein Vater war Geschäftsmann. Im Alter von 12 Jahren trat er in den Kinder- und Jugendchor der Pariser Oper ein. Er absolvierte eine zweijährige Schauspielausbildung am Cours Périmony in Paris. Außerdem war er Gaststudent (auditeur libre) am Conservatoire de Paris.
Seine Schauspielkarriere begann zunächst mit kleinen Rollen am Theater und im Film. Sein Leinwanddebüt gab Greggory 1975 in dem französischen Spielfilm Dr. med. Françoise Gailland von Jean-Louis Bertuccelli. 1977 folgte eine Rolle in dem französischen Soft-Erotikfilm Madame Claude und ihre Gazellen von Just Jaeckin. Als Frédéric verkörperte er darin den sexuell noch unerfahrenen Filmsohn von Klaus Kinski. Die Begegnung mit zwei renommierten französischen Filmregisseuren prägte in der Folgezeit seine Karriere als Schauspieler. André Téchiné vertraute ihm 1979 in seinem Film Die Schwestern Brontë die Rolle von Branwell Brontë, des Bruders der Geschwister Brontë an, wo Greggory an der Seite so bekannter Stars des französischen Kinos wie Isabelle Huppert, Isabelle Adjani und Marie-France Pisier spielte. Greggory erhielt nach diesem Film eine Einladung von Eric Rohmer für eine Textlesung von Heinrich von Kleists Das Käthchen von Heilbronn, woraufhin Rohmer ihn 1980 für die Rolle des Friedrich Wetter Graf vom Strahl in seinem Film Catherine de Heilbronn engagierte. Greggory spielte daraufhin noch in weiteren Filmen von Eric Rohmer: 1982 in Die schöne Hochzeit, 1983 in Pauline am Strand, 1986 in dem Kurzfilm Trink' deinen Kaffee und 1993 in Der Baum, der Bürgermeister und die Mediathek.
1987 lernte Greggory in einem Restaurant im Pariser Schwulenviertel Le Marais den Schauspieler und Regisseur Patrice Chéreau kennen. Chéreau wurde nicht nur Greggorys Partner, sondern auch sein Mentor und Förderer. Es entstanden zahlreiche gemeinsame Theater- und Filmarbeiten. 1994 spielte Greggory den Herzog von Anjou in Chéreaus historischem Kostümdrama Die Bartholomäusnacht. Weitere Filmprojekte mit Chéreau waren 1998 Wer mich liebt, nimmt den Zug und 2005 als Höhepunkt der gemeinsamen Zusammenarbeit die Rolle des verlassenen Ehemanns Jean Hervey in Gabrielle – Liebe meines Lebens. 1996 spielte Greggory in der Manufacture des Œillets in Ivry-sur-Seine und am Odéon-Théâtre de l'Europe in Paris die Rollen des Kunden in Chéreaus Inszenierung des Theaterstück In der Einsamkeit der Baumwollfelder (Dans la solitude des champs de coton) von Bernard-Marie Koltès.
1999 spielte er den Herzog von Alençon in dem Historiendrama Johanna von Orléans von Luc Besson und den Saint-Loup in dem Kostümfilm Die wiedergefundene Zeit von Raúl Ruiz. 2000 übernahm er die Rolle des bisexuellen Alain Bauman in der Komödie Man liebt es unentschieden unter der Regie von Ilan Duran Cohen. 2004 war er der Beaumagnan in dem französischen Abenteuerfilm  Arsène Lupin – Der König unter den Dieben von Jean-Paul Salomé. 2007 übernahm er die Rolle des Impresarios Louis Barrier in dem Filmdrama La vie en rose, einer Verfilmung des Lebens von Edith Piaf. 2008 spielte er an der Seite von Martina Gedeck die Rolle von Robert Schumann in dem Film Geliebte Clara von Helma Sanders-Brahms.
Greggory spielte seit den 1970er Jahren neben seiner Filmarbeit auch immer wieder Theater. Er trat unter anderem in Stücken von Racine, William Shakespeare, Arthur Schnitzler und Sarah Kane auf. An der Opéra du Rhin in Straßburg übernahm er 2005 die Sprechpartie des Bruder Dominik in dem Oratorium Johanna auf dem Scheiterhaufen von Arthur Honegger.
Greggory war insgesamt dreimal für den César nominiert: 1999 und 2001 als Bester Hauptdarsteller für Wer mich liebt, nimmt den Zug! und Man liebt es unentschieden und 2008 als Bester Nebendarsteller für La vie en rose.

## Filmografie (Auswahl)
- 1975: Dr. med. Françoise Gailland (Docteur Françoise Gailland)
- 1977: Madame Claude und ihre Gazellen (Madame Claude)
- 1979: Die Schwestern Brontë (Les Sœurs Brontë)
- 1980: Käthchen von Heilbronn (Catherine de Heilbronn)
- 1982: Die schöne Hochzeit (Le Beau Mariage)
- 1983: Pauline am Strand (Pauline à la plage)
- 1986: Trink’ deinen Kaffee (Bois ton café, il va être froid)
- 1993: Der Baum, der Bürgermeister und die Mediathek (L’Arbre, le maire et la médiathèque ou les sept hasards)
- 1993: Nestor Burmas Abenteuer in Paris (Nestor Burma; Fernsehserie, 1 Folge)
- 1994: Die Bartholomäusnacht (La Reine Margot)
- 1997: Lucie Aubrac
- 1998: Wer mich liebt, nimmt den Zug (Ceux qui m’aiment prendront le train)
- 1999: Johanna von Orléans (The Messenger: The Story of Joan of Arc)
- 1999: Die wiedergefundene Zeit (Le Temps retrouvé)
- 2000: Die Treue der Frauen (La Fidélité)
- 2000: Man liebt es unentschieden (La Confusion des Genres)
- 2002: Das tödliche Wespennest (Nid de guêpes)
- 2004: Arsène Lupin – Der König unter den Dieben (Arsène Lupin)
- 2005: Gabrielle – Liebe meines Lebens (Gabrielle)
- 2006: Das Mädchen, das die Seiten umblättert (La Tourneuse de pages)
- 2006: Verzeiht mir (Pardonnez-moi)
- 2007: La vie en rose (La Môme)
- 2008: Diese Nacht (Nuit de chien)
- 2008: Geliebte Clara
- 2009: Walled In
- 2010: Vertraute Fremde (Quartier lointain)
- 2013: Der jüdische Kardinal (Le Métis de Dieu)
- 2014: Tout de suite maintenant
- 2018: Zwischen den Zeilen (Doubles vies)
- 2019: Saturday Fiction (蘭心大劇院 Lán xīn dà jùyuàn)
- 2022: An einem schönen Morgen (Un beau matin)
- 2022: Irma Vep (Fernsehserie)
- 2023: Jeanne du Barry
- 2023: Das war nicht mehr ich (La fille qu’on appelle)